# Yocoboué
Yocoboué è una città e sottoprefettura della Costa d'Avorio appartenente al dipartimento di Guitry. Conta una popolazione di 22 760 abitanti (censimento 2014).